# Етьєн Серрес
Антуан Етьєн Рено Огюстен Серрес (фр. Antoine Étienne Renaud Augustin Serres; 1786—1868) — французький лікар і ембріолог. Його вважають піонером неврології. Він був одним з перших, хто сформулював теорію рекапітуляції .

## Біографія
Етьєн Серрес був сином лікаря Жана Жака Серреса, який працював хірургом у Клераку, та Марі Руссель. Вивчав медицину у Парижі з 1803 року та отримав ступінь доктора медицини в 1808 році. У 1810 році він захистив дисертацію під назвою Essai sur la certitude et l'incertitude en medecine (Есе про впевненість і невизначеність у медицині), яка ґрунтувалася на ідеях П'єра Жана Жоржа Кабаніса (1757—1808). Під час битви за Париж отримав вогнепальне поранення під час лікування хворих. Кулю не витягли, у нього розвинувся остеїт (запалення кістки). Згодом він працював у лікарнях Hôtel-Dieu de Paris і Hôpital de la Pitié, де став головним лікарем у 1822 році. У 1839 році він став завідувачем анатомії в Національному музеї природознавства, наступником П'єра Флуранса (1794—1864). У 1841 році обраний президентом Французької академії наук. У 1865 році став професором антропології в Музеї природознавства. На наукову роботу Серреса вплинули теорії Лоренца Окена (1779—1851), Жоржа Кюв'є (1769—1832) і особливо Етьєна Жоффруа Сент-Ілера (1772—1844). Він страждав від легеневої інфекції і помер, незважаючи на те, що його лікували такі світила як Огюст Нона (1804—1887) і П'єр-Жозеф Манек (1799—1884).
У 1817 році Серрес опублікував есе про зубну систему людини (Essai sur l'anatomie et la physiologie des dents, nouvelle theorie de la dentition). У 1822 році досліджував внутрішньомозкові крововиливи. Він зацікавився неврологічними розладами та проводив експерименти з вівісекцією на голубах, собаках, коровах і конях, спричинюючи параліч і апоплексію. Він співпрацював з Гійомом Дюшенном де Булонем (1806—1875) у дослідженні ролі м'язів обличчя за допомогою електростимуляції.
З німецьким анатомом Йоганном Фрідріхом Меккелем (1781—1833) окреслили «закон Меккеля-Серреса». Це була теорія, яка намагалася встановити зв'язок між порівняльною ембріологією та «схемою об'єднання» в органічному світі. Він ґрунтувався на вірі в те, що в усьому тваринному світі існує єдиний тип тіла і що під час розвитку органи вищих тварин збігалися з формами подібних органів у нижчих тварин. Ця теорія застосовувалася як до хребетних, так і до безхребетних, а також стверджувала, що вищі тварини проходять через ембріологічні стадії, аналогічні дорослим стадіям нижчих форм життя в ході свого розвитку. Це була версія теорії рекапітуляції, пізніше закостеніла у теорії Ернста Геккеля «Онтогенез повторює філогенез».
У сфері тератології Серрес пояснив наявність вад розвитку як випадки затримки розвитку або надмірного розвитку. У нього були розбіжності з Чарльзом Дарвіном щодо еволюційних теорій останнього. Серрес вважав, що люди — істоти, виділені окремо, і вони є найвищою метою всього творіння.

## Епоніми
- Кут Серреса, також відомий як метафаціальний кут — кут між основою черепа та крилоподібним відростком.
- Залози Серреса — залишки епітеліальних клітин, що знаходяться в субепітеліальній сполучній тканині піднебіння новонародженого.